# Pintor de las Boréadas

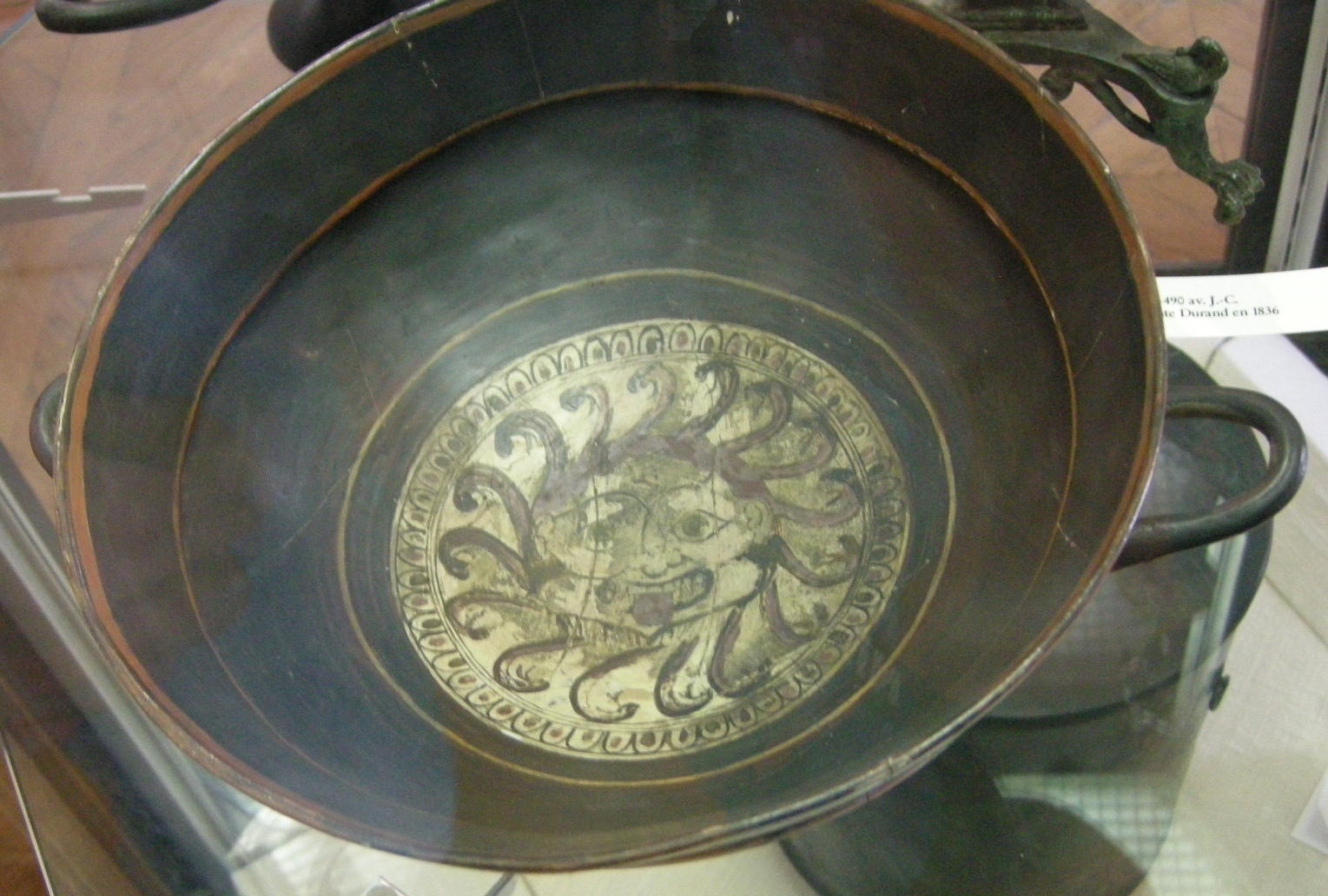
Gorgoneion en el interior de una copa; c. 565 a. C.; París, Cabinet des Médailles.

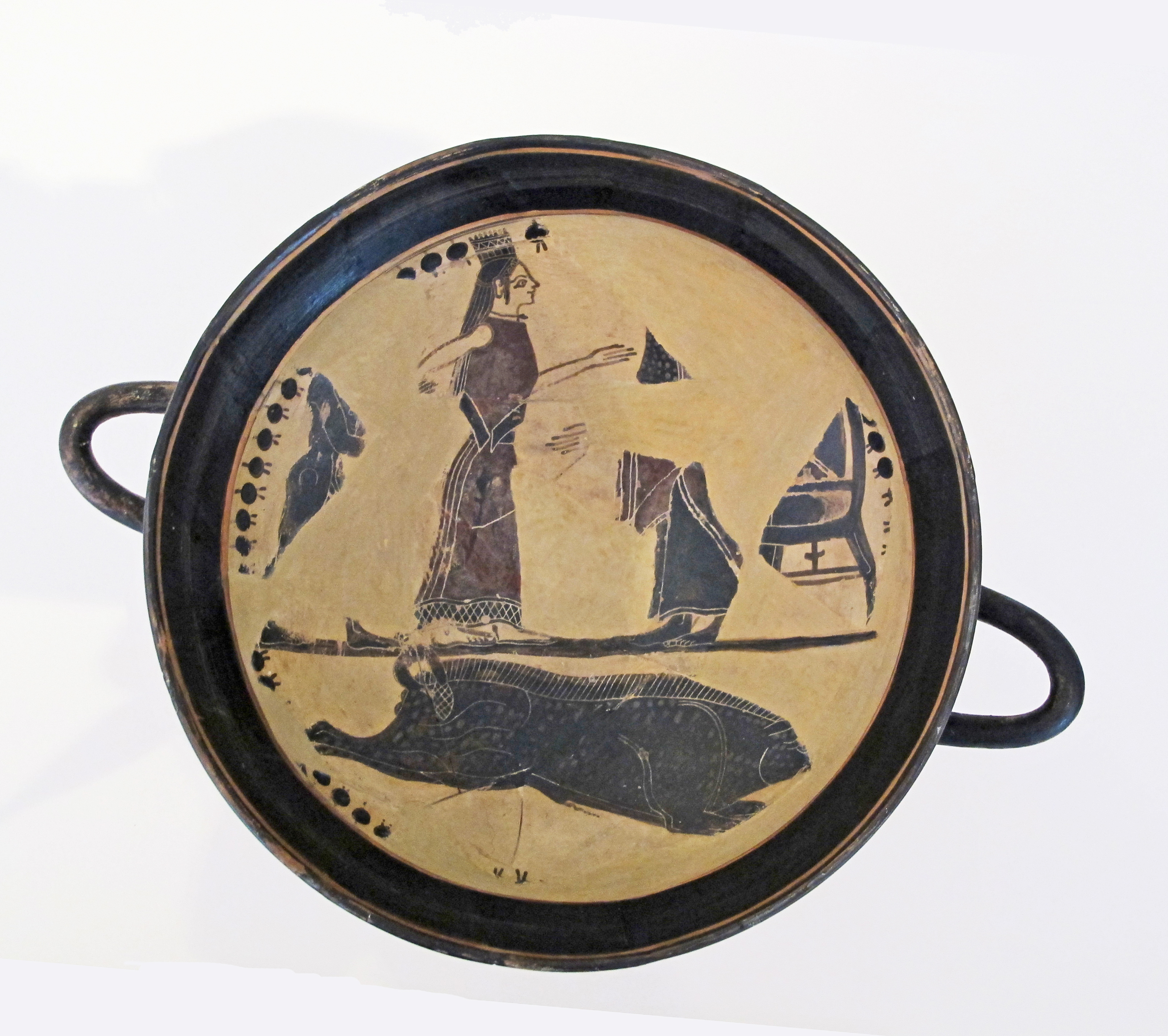
Kílix, c. 570-560 a. C. Museo Metropolitano de Arte, número de inventario 50.11.7.

El nombre convenido de Pintor de las Boréadas (anteriormente denominado Pintor de Hefesto) se refiere a un pintor de vasos griegos considerado como uno de los principales maestros de la pintura de vasos laconios y cuyas obras datan del periodo comprendido entre el 575 y el 565 a. C.
El Pintor de las Boréadas fue reconocido ya en 1932 en un primer tratamiento exhaustivo de la cerámica laconia por Arthur Lane, pero este último seguía llamándolo Pintor de Hefesto. El nombre de Pintor de las Boréadas se remonta a Paola Pelagatti. Brian B. Shefton no quiso identificar la personalidad de un pintor en las obras cuando revisó el material en 1956. En su tratamiento de 1972 de la pintura de vasos laconia, que sigue siendo autorizada hoy en día, Conrad M. Stibbe reunió de forma exhaustiva la obra del pintor que actualmente se llama Pintor de las Boréadas. Es uno de los cinco principales maestros del estilo laconio, junto con el Pintor de Arcesilao, el Pintor del jinete, el Pintor de la caza y el Pintor de Náucratis. Probablemente también fue el alfarero de sus obras. Junto con el Pintor de Náucratis, es uno de los primeros maestros que empezaron a producir cerámica laconia pintada hacia el año 575 a. C. Sus composiciones muestran una fuerte influencia de la Grecia oriental. Hacia el año 570 a. C. fue el primer pintor de vasos laconios que dividió la imagen principal (tondo) de sus kílices en una imagen principal y un segmento más pequeño por debajo de la línea de la imagen principal. Esto también habla de una fuerte influencia de los artistas griegos orientales que subdividían sus escenas de esta manera motivacional. Esta influencia llega hasta el punto de que algunos estudiosos piensan que los pintores de vasos laconios pudieron haber sido alfareros itinerantes que trabajaban en el este de Grecia. Además, el Pintor de las Boréadas introdujo la división tripartita del exterior del kílix, típica de Laconia: Granadas, lenguas y rayos. En su vaso epónimo, en el que representó a las Boréadas y las harpías, las granadas bordean el interior. Junto a ellas muestra, entre otros, una escena con Belerofonte, Pegaso y la Quimera. El vaso epónimo, por el que Lane lo bautizó, representa el regreso de Hefesto al Olimpo. Los ornamentos suelen estar ejecutados con colores opacos. Ninguna de las obras del Pintor de las Boréadas, que son exclusivamente kílices, ha sido descubierta en Laconia, por lo que cabe suponer que la producción estaba destinada exclusivamente a la exportación.